# Juliette Drouet

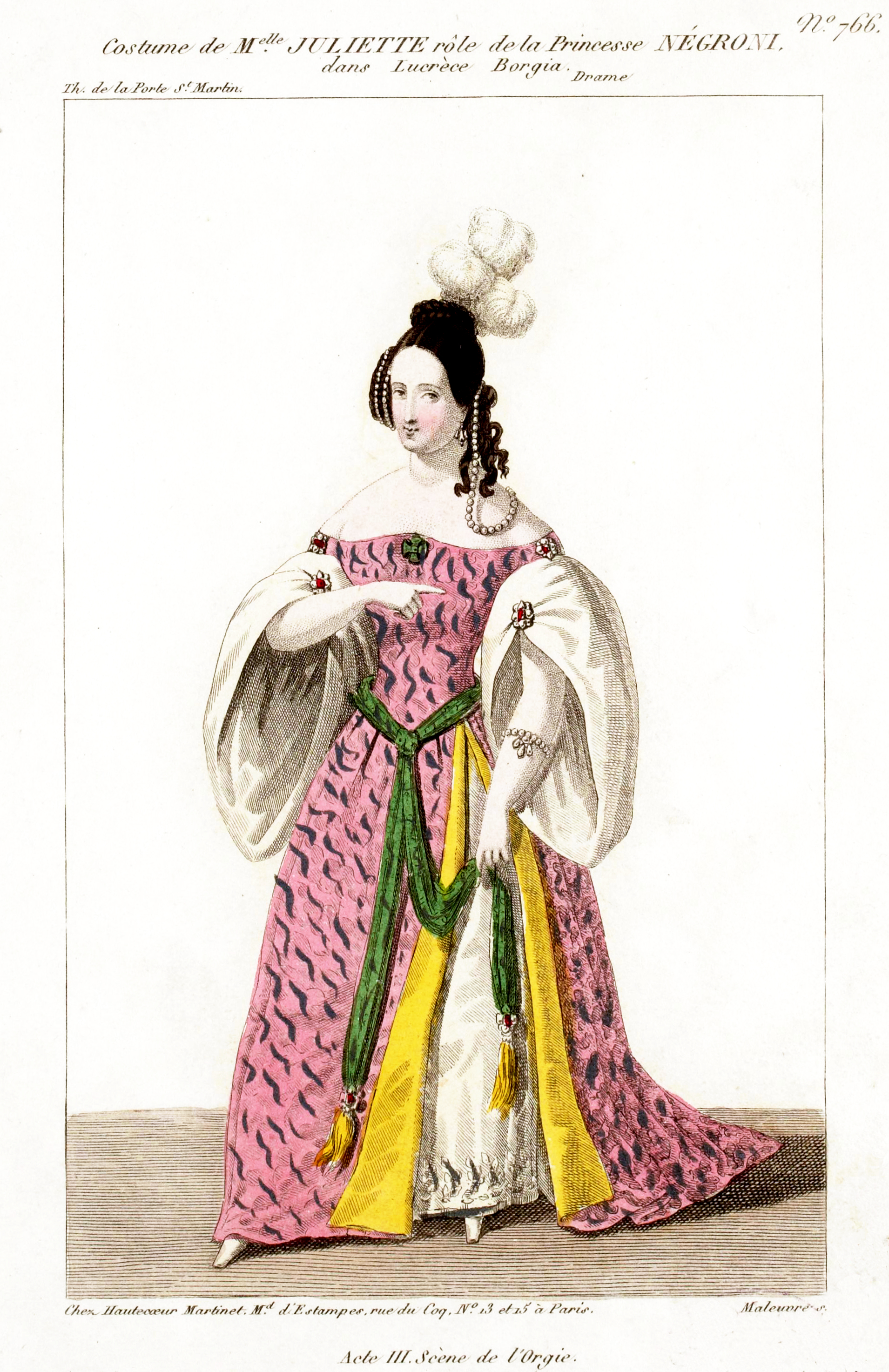
Juliette Drouet como la Princesa Negroni en Lucrèce Borgia.

Juliette Drouet, nacida Julienne Josephine Gauvain (Fougères, 10 de abril de 1806–París, 11 de mayo de 1883), fue una actriz francesa. Abandonó su carrera en el teatro después de convertirse en la amante de Victor Hugo, para quien actuó como secretaria y compañera de viaje. Juliette acompañó a Hugo en su exilio en las Islas del Canal, y le escribió miles de cartas a lo largo de su vida.

## Niñez y primeros años
Nacida como Julienne Josephine Gauvain el 10 de abril de 1806 en Fougères, Ille-et-Vilaine, hija de Julien Gauvain, un sastre, y Marie Marchandet, una sirvienta. Tenía dos hermanas mayores, Renee y Thérèse, y un hermano Armand. Huérfana de madre a los pocos meses de su nacimiento, y de padre al año siguiente, Gauvain fue criada por su tío, René Drouet. Fue educada en París en un internado religioso y se la consideró una niña precoz, habiendo aprendido a leer y escribir a los cinco años. A los diez, Gauvain era ya una experta en literatura y poesía. Alrededor de 1825, se convirtió en la modelo y amante del escultor James Pradier, que la representó en una estatua que simboliza Estrasburgo, en la Plaza de la Concordia de París. Tuvieron una hija juntos, Claire. Aconsejada por Pradier, comenzó una carrera como actriz en 1829, inicialmente en Bruselas, después en París. Fue por entonces que Gauvain empezó a utilizar el apellido de su tío, Drouet.

## Vida como cortesana
Descrita por quienes la conocían como independiente, impulsiva y de mal genio; era también considerada por la sociedad parisina como la típica cortesana que vestía espléndidamente, gastaba mucho dinero, y era extremadamente hermosa. Drouet tenía ojos límpidos y brillantes, una nariz fina y cincelada, boca pequeña y carmesí, con la cara ovalada, enmarcada por una masa de cabello negro azulado.

## Victor Hugo
En 1833, mientras actuaba en el papel de Princesa Négroni en Lucrecia Borgia (véase, Lucrecia Borgia), conoció a Victor Hugo, cuya mujer Adèle estaba teniendo una relación extramatrimonial con el crítico Sainte-Beuve. Abandonó su carrera teatral  para dedicar su vida a su amante. Su último papel en el teatro fue el de Lady Jane Grey en María Tudor de Hugo. Se convirtió en su secretaria y compañera de viajes. Durante muchos años vivió casi enclaustrada, dejando la casa solo en su compañía. En 1852, le acompañó en su exilio en Jersey, y desde 1855 en Guernsey. Ella le escribió miles de cartas a lo largo de su vida, las cuales atestiguan su talento para la escritura según Henri Troyat, quien escribió su biografía en 1997. Cada año, el 16 de febrero de 1833 a 1883, celebraron el aniversario de la primera noche que habían pasado juntos. Victor Hugo incluso deslizó esta anécdota personal en la trama de Los miserables: la noche de boda de Marius y Cosette tiene lugar en la misma fecha.
Juliette Drouet murió en París el 11 de mayo de 1883 a los 77 años. La familia de Victor Hugo le disuadió de asistir al funeral de Juliette, preocupados por el qué dirán.